# Redemption Song
Redemption Song è un brano musicale di Bob Marley del 1980, ultima traccia dell'album Uprising.
Quando scrisse la canzone, all'incirca nel 1979, a Marley era già stato diagnosticato il cancro che lo avrebbe condotto alla morte, e secondo la moglie Rita Marley, stava già soffrendo molti dolori legati alla sua malattia, un tema chiaramente presente in quest'album e in particolare in questa canzone.

## Descrizione
Sebbene Marley sia stato un pioniere della diffusione della musica reggae nel mondo, Redemption Song è una canzone folk.
Diversamente dalla gran parte delle canzoni di Bob Marley, si tratta di una registrazione esclusivamente acustica, con Marley che canta e suona una chitarra folk, senza accompagnamento.
Una versione orchestrale di Redemption Song fu inserita come bonus track nella ristampa del 2001 di Uprising, e nella compilation, sempre del 2001, One Love: The Very Best of Bob Marley & The Wailers. Tuttavia, la versione acustica rimane quella più famosa.
La canzone, come gran parte delle canzoni di Marley, è centrata sulle sue convinzioni religiose legate al Rastafarianesimo, ma esorta anche le persone a liberarsi dalle catene mentali auto-imposte.
Nel 2004 la canzone è stata posizionata al numero 66 nella lista dei 500 migliori brani musicali secondo Rolling Stone.
Redemption Song è stata reinterpretata da parte di artisti come Beyoncé, Africa Unite, Elisa, John Legend, Alicia Keys, Stevie Wonder, Lauryn Hill, Rihanna, Arrested Development, U2, Cast, Joe Strummer, Johnny Cash, Sinéad O'Connor, Attaque 77 in spagnolo, Life of Agony, Dave Matthews Band, Majek Fashek, Christy Moore, Ian Brown, Bob Geldof, Outlandish, Pearl Jam, Ben Harper, Keller Williams, Sweet Honey in the Rock, No Use for a Name, Chris Cornell, Manfred Mann's Earth Band, Amparanoia, il figlio di Marley Ziggy, Toots & the Maytals, Noemi, Noalter, Caufren, Mahmood, Enloveski.

## Riferimenti letterari
Il titolo Redemption Song è stato largamente usato altrove, soprattutto nel contesto dei neri d'America. Ad esempio il libro di Mike Marqusee riguardo a Muhammad Ali, fu chiamato Redemption Song, esattamente come il libro di Bertice Berry, specializzato nella letteratura afroamericana. Anche una biografia di Joe Strummer è intitolata Redemption Song.